# 御伽草子
『御伽草子』（おとぎぞうし）は、鎌倉時代末から江戸時代にかけて成立した、それまでにない新規な主題を取り上げた短編の絵入り物語、およびそれらの形式。お伽草子・おとぎ草子とも表記する。広義に室町時代を中心とした中世小説全般を指すこともあり、室町物語とも呼ばれる。

## 成立
平安時代に始まる物語文学は、鎌倉時代の公家の衰微にともない衰えていったが、鎌倉時代末になると、その系譜に属しながら、題材・表現ともにそれまでの貴族の文学とは、全く異なる物語が登場する。それまで長編だったのが短編となり、場面を詳述するのではなく、事件や出来事を端的に伝える。またテーマも貴族の恋愛が中心だったのが、口頭で伝わってきた昔話に近い民間説話が取り入れられ、名もない庶民が主人公になったり、それが神仏の化身や申し子であったり、動物を擬人化するなど、それまでにない多種多様なテーマが表れる。
お伽草子は、400編超が存在するといわれている。そのうち世に知られている物は100編強だともいわれるが、研究が進んで漸増している。ただし、同名でも内容の違うものや、その逆の違う名前でも内容が同じものなどがあり、正確なところはわからない。室町時代を中心に栄え、江戸時代初期には『御伽物語』や『新おとぎ』など「御伽」の名が入った多くの草子が刊行された。御伽草子の名で呼ばれるようになったのは18世紀前期、およそ享保年間に大坂の渋川清右衛門がこれらを集めて『御伽文庫』または『御伽草子』として以下の23編を刊行してからのことである。
ただし、これも17世紀半ばに彩色方法が異なるだけで全く同型・同文の本が刊行されており、渋川版はこれを元にした後印本である。元々「御伽草紙」の語は渋川版の商標のようなもので、当初はこの23種類のみを「御伽草紙」と言ったが、やがてこの23種に類する物語も指すようになった。
- 文正草子
- 鉢かづき
- 小町草子
- 御曹司島わたり
- 唐糸草子
- 木幡（こはた）狐
- 七草草子
- 猿源氏草子
- 物ぐさ太郎
- さざれ石
- 蛤の草子
- 小敦盛
- 二十四孝
- 梵天国（ぼんてんこく）
- のせ猿草子
- 猫の草子
- 浜出（はまいで）草子
- 和泉式部
- 一寸法師
- さいき
- 浦島太郎
- 酒顛童子
- 横笛草子

## 内容
古くからのお伽話によるものも多いが、たとえば『猫の草子』のように成立が17世紀初頭と見られるものもある。また、『平家物語』に類似の話が見られる『横笛草子』のように他のテキストとの間に共通する話もある。『道成寺縁起』のように古典芸能の素材になったり『一寸法師』のように一般的な昔話として現代まで伝えられるものもある。『一寸法師』や『ものぐさ太郎』、『福富太郎』などは、主人公が自らの才覚一つで立身出世を遂げ、当時の下克上の世相を反映する作品といえる。物語の設定に着目すると、時代は現在から神代の昔に至るまで様々であったのに対し、舞台は特定の場所が設定されている事がしばしば見受けられる。特に清水寺は、現存するお伽草紙作品のうち約1割に当たる40編に登場し、中世の人々の神仏に対する信仰や、縁起譚・霊験譚への関心の高さが窺える。一方で、鳥獣魚虫や草木、器物など人間とは類を異とするものが主人公になることも多く、「異類物語」と呼ばれる。その中には百鬼夜行絵巻のような、妖怪を描いた作品も含まれている。
御伽草子の多くは挿絵入りの写本として創られ、絵を楽しむ要素も強かった。文章は比較的易しい。筋は多くの説話がそうであるように素朴で多義的であり、複雑な構成や詳細な描写には乏しい単純なものが多い。しかし、そのことをもって、御伽草子全てを婦女童幼の読み物であると断定するべきではなく、物語が庶民に楽しめるものになっていったこの時代に、色々な創作・享受の条件が複雑に重なった結果、御伽草子のような形の物語群が生まれたと思われる。面白さの裏にある寓意に当時の世相が垣間見られ、中世の民間信仰を理解する手がかりともなっている。また、後に生まれる仮名草子や浮世草子に比べて御伽草子の話の数々は作者未詳である。その部分は、日本の物語文学の伝統に則っている。

### 御伽草子の分類
説話の内容により、一般的に下記のように分類される。ただし、複数の領域にまたがる作品もあり、お伽草紙の多様性を示している。
公家物語
平安時代以来の王朝物語に連なる作品群。貴族の恋愛や継子物語や、小野小町や和泉式部などの歌人物語を含む。例：小落窪・伏屋の物語
僧侶・宗教物語
寺院や草庵で修行する僧侶たちの間で作られた稚児物語や発心遁世物語や、神仏の来歴を説き語る本地物語や寺社縁起など。例：三人法師・おようの尼
武家物語
武士などの英雄の怪物退治や剛勇を示す物語。御家騒動や軍記物語に取材した作品があり、特に源義経を主人公にした判官物は人気を博した。幸若舞や浄瑠璃と共通の題材が多い。例：酒呑童子・弁慶物語
庶民物語
公家・武家・僧侶以外の庶民を主人公とする作品群。当時の民間説話と関わりが大きい。笑い話的要素や祝儀性が強く、立身出世や求婚譚も多い。例：一寸法師・ものぐさ太郎
異国・異郷物語

## 『新編御伽草子』
国文学者の萩野由之は、蜂須賀氏所蔵の阿波国文庫及び不忍文庫などの原本から、江戸時代の渋川版26篇に漏れた古草子を集め、1901年（明治34年）に『新編御伽草子』を刊行した。
平安時代の公家がかつて手にしていた国文学が鎌倉時代を経て、室町時代より次第に下層に浸透、徳川時代には海内文章落布衣といはしむに至れりと荻野は「はしがき」に著している。また、文学資料として刊行するには、その時代の最重なものをとるべきであるが、草子写本等の散失を留めおくべきとその理由を著している。
上巻
福富草子 - 十番の物あらそひ - 音なし草紙 - 若草 - かざしの姫君 - 常盤のうば - 小おちくぼ - 今宵の小将 - びしゃもんの本地 - 貴船の本地
下巻
浄瑠璃十二段草子 - 築島 - 化物草紙 - 狐草子 - こうろき草子 - 玉虫の草紙 柿本の系図 - 立烏帽子 - 尤の草子

## 太宰治の『お伽草紙』
これらの御伽草子とは別物だが、太宰治が日本の昔話などを題材に執筆した『お伽草紙』（1945年）という短編小説集がある。
日本人の誰もが知っている民話・御伽話の中に込められた作者独特のユーモア・ウィットに富んだ解釈や語り口調が特徴。大胆で自虐的な空想が日頃の作者の深い人間洞察を反映しており、太宰の数ある翻案小説・パロディ小説の中でも傑出した作品と言える。第二次世界大戦末期、太宰は『津軽』（1944年11月刊行）、『新釈諸国噺』（1945年1月刊行）、『惜別』（1945年9月刊行）、そして本書（1945年10月刊行）と、数多くの傑作を書き、発表し続けた。収録作品は以下の通り。
- 瘤取り
- 浦島さん
- カチカチ山
- 舌切雀

なお上記4編に加え、「桃太郎」で完結する全5編を構想していたことが、「舌切雀」の冒頭で語られている。

## 出版物
『室町時代物語大成』（角川書店）によって多くの御伽草子がまとめられている。

## 参考資料
- 上野友愛/丹羽理恵子（サントリー美術館）編集 『お伽草子 この国は物語にあふれている』展図録、サントリー美術館、2012年

## 関連作品
- マンガ日本の古典21『御伽草子』やまだ紫著（中央公論新社）